# Xeroderma pigmentosum

Xeroderma pigmentosum är en autosomal recessive sjukdom.

Xeroderma pigmentosum är en autosomal recessiv genetisk sjukdom där DNA:s reparationssystem är muterat, och inte längre effektivt kan reparera DNA-skador till följd av ultaviolett ljus (UV). I sjukdomens mest extrema form är all exponering för solljus förbjuden, oavsett hur lite.
Multipla basaliom och andra hudtumörer återfinns redan hos unga individer och i en sådan utsträckning att skivepitelcancer och metastaserande maligniteter tillhör två av de vanligaste dödsorsakerna. Sjukdomen kan drabba båda könen och alla etniciter.
Den vanligaste mutationen vid xeroderma pigmentosum är en autosomal recessiv genetisk skada i nucleotide excision repair (NER) systemet, ledande till en reducering eller eliminering av NER enzym. Obehandlat gör detta att ultraviolett (UV) ljus kan ge DNA-skador i onkogener och/eller tumörsuppressorgener (ex. p53) som i sin tur kan ge upphov till olika typer av hudtumörer.